# Microsoft To Do
Microsoft To Do (prèviament estilat com a Microsoft To-Do) és una aplicació de gestió de tasques basada en el núvol. Permet als usuaris gestionar les seves tasques des d'un telèfon intel·ligent, una tauleta i un ordinador. La tecnologia està desenvolupada per l'equip que hi ha al darrere de Wunderlist, que va ser adquirida per Microsoft i les aplicacions independents s'incorporen a la funció de Tasques existent de la gamma de productes d'Outlook.

## Història
Microsoft To Do es va llançar per primera vegada com a vista prèvia amb funcions bàsiques l'abril del 2017. Més tard es van afegir més funcions, inclòs el repartiment de llistes de tasques el juny de 2018.
Al setembre de 2019, es va presentar una actualització important de l'aplicació, adoptant una nova interfície d'usuari amb una semblança més propera a Wunderlist. El nom també es va actualitzar lleugerament eliminant el guionet de To-Do.